# Lycanades fornica
Lycanades fornica là một loài bướm đêm trong họ Noctuidae.